# Guemicourt Churchyard
Guemicourt Churchyard is een begraafplaats gelegen in de Franse plaats Guemicourt (Somme). De militaire graven worden onderhouden door de Commonwealth War Graves Commission.
De begraafplaats telt 5 geïdentificeerde Gemenebest graven uit de Tweede Wereldoorlog.